# Charles Colson
Pour les articles homonymes, voir Colson.
Charles Wendell « Chuck » Colson, né le 16 octobre 1931 à Boston dans le Massachusetts et mort le 21 avril 2012, est une personnalité de la droite chrétienne américaine, conseiller de la Maison-Blanche du président Richard Nixon et à ce titre impliqué dans l'affaire du Watergate. Lors de son séjour en prison, Colson trouve la foi et se déclare chrétien born again. Il fréquente depuis une église baptiste.

## Biographie
Originaire du Massachusetts, diplômé (BA) en 1953 en Histoire de l'Université Brown du Rhode Island, il obtient un JD de la faculté de Droit de l'Université George Washington en 1959. il est engagé dans le corps des marines (1953-1955) puis travaille au département de la Marine (1955-1956), pour le sénateur républicain du Massachusetts Leverett Saltonstall (1956-1961), et pour un cabinet d'avocats de Washington (1961-1969). En 1968, il conseille Nixon lors de la campagne présidentielle, dans un Comité sur les enjeux essentiels.
En novembre 1969, Colson est nommé conseiller spécial du président Nixon. Il sert de liaison entre la Maison-Blanche et des groupes d'intérêt privés (vétérans, fermiers, mouvements conservateurs, syndicats, organisations industrielles, et de nombreux autres lobbys). Son influence se ressent sur le choix des invités de la Maison-Blanche ou des dossiers importants, touchant à la défense, au Viêt Nam ou au budget. Colson a gagné la réputation d'un homme impitoyable. Il est l'auteur en 1971 d'un mémo listant des ennemis de Nixon, révélé lors du scandale du Watergate. John Dean, conseiller juridique de la présidence, affirma que Colson avait proposé de poser une bombe dans la Brookings Institution afin d'y récupérer des documents. Avec Ehrlichman, Colson a chargé Howard Hunt de l'opération de cambriolage du Watergate. Il avait commandité une opération de ce type pour récupérer des documents chez le psychiatre de Daniel Ellsberg, auteur de la fuite des papiers du Pentagone en 1971. Le 10 mars 1973, en plein scandale du Watergate, il démissionne de la Maison-Blanche. Le 1er mars 1974, il est inculpé de conspiration et obstruction à la justice. Il plaide coupable dans l'affaire Ellsberg, il est condamné à 1 à 3 ans de prison, mais sort au bout de 7 mois pour cause de problèmes familiaux.
Après son séjour en prison, Colson a retrouvé la foi et se déclare chrétien born again. Il devient une figure médiatique et reconnue de l'évangélisme, exprimant les positions conservatrices propres à la droite chrétienne. À sa libération, il fréquente une église baptiste .

## Ministère
En 1976, il fonde Prison Fellowship, une organisation chrétienne qui a pour but de soutenir les prisonniers . En novembre 1978, une réunion a lieu en Grande-Bretagne pour la formation d’une antenne britannique et pour donner une dimension internationale à l’organisation. Prison Fellowship International est ainsi officiellement fondé en 1979 .

## Distinctions
En 1993, il reçoit le Prix Templeton.

## Opinions
Colson est contre l'avortement, contre la liberté sexuelle et se montre critique envers l'islam.

## Livres
Colson a écrit plus de trente livres, tirés au total à cinq millions d'exemplaires.
| Année | Titre | Éditoriale           | ISBN                     |
| 1976  | Born Again                                                                                                 | Chosen Books         | (ISBN 978-0-8007-9459-0) |
| 1979  | Life Sentence                                                                                              | Chosen Books         | (ISBN 0-8007-8668-8)     |
| 1983  | Loving God                                                                                                 | HarperPaperbacks     | (ISBN 0-310-47030-7)     |
| 1987  | Kingdoms in Conflict (avec Ellen Santilli Vaughn)                                                          | William Morrow & Co  | (ISBN 0-688-07349-2)     |
| 1989  | Against the Night: Living in the New Dark Ages (avec Ellen Santilli Vaughn)                                | Servant Publications | (ISBN 0-89283-309-2)     |
| 1991  | Why America Doesn't Work (avec Jack Eckerd)                                                                | Word Publishing      | (ISBN 0-8499-0873-6)     |
| 1993  | The Body: Being Light in Darkness (avec Ellen Santilli Vaughn)                                             | Word Books           | (ISBN 0-85009-603-0)     |
| 1993  | A Dance with Deception: Revealing the truth behind the headlines                                           | Word Publishing      | (ISBN 0-8499-1057-9)     |
| 1995  | Gideon's Torch                                                                                             | Word Publishing      | (ISBN 0-8499-1146-X)     |
| 1995  | Evangelicals and Catholics Together: Toward a Common Mission (coéditadé avec Richard John Neuhaus)         | Thomas Nelson        | (ISBN 0-8499-3860-0)     |
| 1996  | Being The Body (avec Ellen Santilli Vaughn)                                                                | Thomas Nelson        | (ISBN 0-8499-1752-2)     |
| 1997  | Loving God                                                                                                 | Zondervan            | (ISBN 0-310-21914-0)     |
| 1998  | Burden of Truth: Defending the Truth in an Age of Unbelief                                                 | Tyndale House        | (ISBN 0-8423-3475-0)     |
| 1999  | How Now Shall We Live (avec Nancy Pearcey y Harold Fickett)                                                | Tyndale House        | (ISBN 0-8423-1808-9)     |
| 2001  | Justice That Restores                                                                                      | Tyndale House        | (ISBN 0-8423-5245-7)     |
| 2004  | The Design Revolution: Answering the Toughest Questions About Intelligent Design (avec William A. Dembski) | Inter Varsity Press  | (ISBN 0-8308-2375-1)     |
| 2005  | The Good Life (avec Harold Fickett)                                                                        | Tyndale House        | (ISBN 0-8423-7749-2)     |
| 2007  | God and Government                                                                                         | Zondervan            | (ISBN 978-0-310-27764-4) |
| 2008  | The Faith (avec Harold Fickett)                                                                            | Zondervan            | (ISBN 978-0-310-27603-6) |
| 2011  | The Sky Is Not Falling: Living Fearlessly in These Turbulent Times                                         | Worthy Publishing    | (ISBN 978-1-936034-54-3) |

.